# غزور عليا
غزور عليا هي قرية في مقاطعة كوثر، إيران. عدد سكان هذه القرية هو 132 في سنة 2006.